# Ina Wood
Ina Wood, född 2 september 1886, död 25 januari 1961, var en brittisk bågskytt. Hon deltog vid olympiska sommarspelen 1908.